# Born Again (cântec de LISA)
„Born Again” este o melodie a rapperului și cântăreței thailandeze LISA, cu rapperul și cântăreața american Doja Cat și compozitorul britanic RAYE . A fost lansat prin LLOUD și RCA Records pe 6 Februarie 2025, ca al patrulea single de pe albumul de studio de debut al LISEI, Alter Ego (2025). O melodie pop care încorporează disco și electropop, a fost scrisă de producătorii săi RAYE și Andrew Wells, precum și de Doja Cat și Anthony Rossomando . Este un imn de împuternicire post-despărțire în care artiștii cântă despre ce au pierdut fostii lor renunțând la relația lor.
Criticii muzicali au apreciat pozitiv „Born Again” ca un album remarcabil, datorită producției sale dinamice și a vocii LISEI. Cântecul a ajuns pe primul loc în țara natală a LISEI, Thailanda, și a ajuns în primele douăzeci în unele țări asiatice și în primele șaptezeci în unele țări europene și oceanice, inclusiv Germania, Australia, Canada, Irlanda și Franța. A ajuns pe locul 22 în Billboard Global 200 și a devenit a cincea intrare a LISEI în Billboard Hot 100 din SUA, la numărul 68. Un videoclip muzical însoțitor a fost regizat de Bardia Zeinali și lansat pe canalul de YouTube al lui LLOUD simultan cu lansarea single-ului. Videoclipul aduce un omagiu femeilor puternice de-a lungul istoriei și îi înfățișează pe cei trei artiști cântând în rochii negre de doliu înainte de a renaște purtând ținute albe cu armură argintie.